# José Neves Filho
José Neves Filho foi um político brasileiro. Assumiu o governo de Pernambuco em 1945, na qualidade de interventor federal, deixando o cargo em 1946, com a indicação de José Domingues da Silva, também como interventor.
Na sua breve gestão criou o Arquivo Público Estadual (APE) que, a partir da década de 1970, ficou conhecido como Arquivo Público Estadual Jordão Emerenciano (Apeje), em homenagem ao seu primeiro diretor. O objetivo do arquivo público foi o dar um basta à destruição dos documentos do governo e abrir um espaço para todos os indivíduos que desejassem consultá-los.